# Конвой №6188
Конвой № 6188 — японський конвой часів архіпелазі Бісмарка, проведення якого відбувалось у вересня 1943-го.
Вихідним пунктом конвою був атол Кваджелейн, на якому була головна японська база на Маршаллових островах. Пунктом призначення став атол Трук у центральній частині Каролінських островів, де ще до війни створили головну базу японського ВМФ у Океанії, звідки до лютого 1944-го провадились операції у цілому ряді архіпелагів.
До складу конвою увійшли транспорти «Муко-Мару», «Кембу-Мару», «Манджу-Мару», «Мінато-Мару», «Цунесіма-Мару», «Кенрю-Мару» (Kenryu Maru), «Сіганоура-Мару» та «Чіхая-Мару» (Chihaya Maru). Можливо відзначити, що щонайменше останнє із названих суден вже намагалось тижнем раніше полишити Кваджелейн у складі конвою № 6113, проте повернулось через ураження підводним човном двох інших суден загону. Ескорт конвою № 6188 склали торпедний човен «Хійодорі», мисливці за підводними човнами CH-28 та CH-31 і переобладнані мисливці за підводними човнами «Кьо-Мару № 6» (Kyo Maru No. 6) та «Такунан-Мару № 10».
18 вересня 1943-го загін полишив Кваджелейн та попрямував на захід. Хоча поблизу вихідного та, особливо, кінцевого пунктів маршруту традиційно діяли американські підводні човни, проходження конвою № 6188 минуло без інцидентів і 25 вересня він прибув на Трук.